# Город X
«Город X» («Город Икс») — серия российских LEGO-мультфильмов (веб-сериал) от автора из Перми — Константина Пестрикова (также известный под псевдонимом Smileman). Первая серия вышла 12 марта 2013 года. Создавать мультфильмы Константин начал после того, как купил в магазине огромную коробку конструктора, параллельно посмотрев несколько американских LEGO-анимаций на видеохостинге YouTube. Пестриков стал одним из первопроходцев в России и странах СНГ в сфере создания фильмов из LEGO.
В сериале рассказываются различные истории о том, как его главный герой, Майкл Дэниелс, спасает мир от злых сил, путешествует и находит себе новых друзей.

## История
Константин Пестриков родился в 1986 году в Перми. Закончил Профессиональный лицей №1 и Торгово-технологический колледж по специальности PR, маркетинг и менеджер по отраслям. В подростковом возрасте занимался творчеством и был активным участником движения FlashPerm. В 2011 году открыл магазин игрушек и канцтоваров. Однажды попал на закрытие крупного магазина игрушек: там, для съемок своего первого мультфильма, случайно наткнулся на большую коробку из под холодильника, которая была наполнена деталями различных китайских конструкторов — аналогов LEGO. К тому времени Константин посмотрел несколько различных западных LEGO-мультфильмов на YouTube, что и послужило основным вдохновением для «Города X». Уже спустя некоторое время после публикации первой серии появились комментарии с просьбами о продолжении. Многие подписчики его YouTube-канала начали присылать Пестрикову по почте свои фигурки в качестве новых героев, а также предлагать идеи для новых эпизодов.
В качестве псевдонима Константин выбрал имя Smileman. Образ сформировался у мультипликатора ещё очень давно: в Пермских флешмобах он выступал в роли «Смайлмена» (человек-улыбка).
Постепенно сериал набрал популярность в России и странах СНГ. За два года существования проект просмотрели около 25 миллионов человек. Сейчас на канале уже более 180 миллионов просмотров. Появились фанатские группы ВКонтакте, повысилось внимание к страницам Smileman’а в соцсетях. Google предложили Константину сотрудничество, в результате чего он начал получать дивиденды. Из простого увлечения создание видеороликов превратилось в прибыльную работу. Константин стал первым известным русским LEGO-мультипликатором.
Кроме «Города X» у Пестрикова было ещё несколько YouTube-проектов: передача «Весёлая наука», где он рассказывал о химических и физических опытах и серия LEGO-обзоров на наборы конструктора.
После популярности «Города X» появилось множество других LEGO-мультфильмов: «Байки», «Что такое Россия», «Приключение бродячих собак», «Типичные фразы», «Типичный Новый год», «Что такое коронавирус» и многие другие. В конце 2015 года Пестриков создал LEGO-мультфильм о своём родном городе: в нём рассказывается о достопримечательностях и жителях Перми. Также ютубер увлекается написанием текстов и музыки, поэтому часто на свои песни создаёт музыкальные видеоклипы.
Константин Пестриков изначально планировал завершить сериал «Город Икс» после его третьего сезона. Однако опрос, проведённый в связанной с сериалом группе «ВКонтакте», выявил преобладающий спрос на его продолжение. Несмотря на эту обратную связь, продление просуществовало недолго: четвёртый сезон стал заключительным. 
Хотя Пестриков неоднократно утверждал о завершении сериала, зрители настойчиво требовали создания хотя бы еще одного сезона «Города Икс». В ответ на это 17 декабря 2021 года Константин выпустил свой последний мультфильм. В нём мультипликатор подробно рассказал о своем уходе из лего-анимации и окончательно доказал невозможность какого-либо дальнейшего продолжения сериала.

## Тематика
«Город X» — приключенческо-фантастический сериал, в котором содержатся истории о борьбе добра со злом. В нём есть четыре основных персонажа: Майкл, Кевин, Элиза и Алекс. Майкл живёт в мистическом городе X и ведёт борьбу с различными злодеями. Каждую серию парень освобождает город от захватчиков, совершает какие-то путешествия в параллельные миры, встречает новых друзей. В большей степени мультфильм ориентирован на подростков, поэтому в некоторых эпизодах бывала кровь и вооружённые разборки. По словам автора, всё это — пропорционально желаниям зрителя. Немного позднее, Константину пришлось отказаться от подобного в своих видео, «чтобы их без вреда могли смотреть дети».

## Список сезонов
| Сезон | Сезон | Серии            | Период выхода                  |
| ----- | ----- | ---------------- | ------------------------------ |
|       | 1     | 1—23 (23 серии)  | 12 марта — 10 июля 2013        |
|       | 2     | 24—40 (17 серий) | 22 июля — 27 декабря 2013      |
|       | 3     | 41—53 (13 серий) | 27 марта 2014 — 3 февраля 2015 |
|       | 4     | 54—68 (15 серий) | 9 апреля 2015 — 25 ноября 2016 |

## Город X Детство
29 сентября 2017 года, почти через год после завершения «Города X», Константин выпустил первую серию проекта-приквела под названием «Город X Детство». Впоследствии проект расширился до двух мини-сезонов, раздёленных по сюжетным линиям: «Заброшенный дом» и «Зона отчуждения» соответственно. Протагонист основного сериала, Майкл Дэниелс, выступил там не только в качестве сюжетного персонажа, но также, уже во взрослом возрасте, в качестве нарратора.

### Список сезонов
| Сезон | Сезон | Серии           | Период выхода                    |
| ----- | ----- | --------------- | -------------------------------- |
|       | 1     | 1—4 (4 серии)   | 29 сентября 2017 — 14 марта 2018 |
|       | 2     | 5—14 (10 серий) | 13 июня 2018 — 30 октября 2019   |